# Haiyu (köpinghuvudort i Kina, Jiangsu Sheng, lat 31,75, long 120,80)
Haiyu (kinesiska: 海虞, 海虞镇) är en köpinghuvudort i Kina. Den ligger i provinsen Jiangsu, i den östra delen av landet, omkring 190 kilometer öster om provinshuvudstaden Nanjing. Antalet invånare är 112 420. Befolkningen består av 56 612 kvinnor och 55 808 män. Barn under 15 år utgör 9,0 %, vuxna 15-64 år 77 %, och äldre över 65 år 13,0 %.
Runt Haiyu är det mycket tätbefolkat, med 1 463 invånare per kvadratkilometer. Närmaste större samhälle är Changshu City, 13,0 km söder om Haiyu. Trakten runt Haiyu består till största delen av jordbruksmark.
Genomsnittlig årsnederbörd är 1 488 millimeter. Den regnigaste månaden är juli, med i genomsnitt 228 mm nederbörd, och den torraste är januari, med 46 mm nederbörd.